# Ballute

Prinzipskizze eines Ballutes

Als Ballute werden fallschirmähnliche Bremsschirmsysteme bezeichnet, die ebenfalls zur Luftwiderstandsgenerierung dienen, jedoch speziell bei der Anwendung bei geringer Luftdichte und im Überschallbereich Vorteile aufweisen. Der Name leitet sich als Kofferwort aus den englischen Wörtern „balloon“ (Ballon) und „parachute“ (Fallschirm) ab.
Ballutes bestehen aus einem ballonartigen Zentralkörper, der von einem ringförmigen Schlauch umgeben ist. Der Ring stellt ein definiertes Ablösen der Strömung sicher und sorgt damit für eine stabile Fluglage. Die initiale Entfaltung wird meist durch aktives Aufblasen mittels einer Gaskartusche oder eines kleinen pyrotechnischen Treibsatzes unterstützt. Anschließend sorgen entsprechend angebrachte Lufteinlässe durch Stauluft für einen leichten Überdruck im Inneren, um ein Kollabieren durch die umgebende Außenluftströmung zu verhindern.

## Anwendung

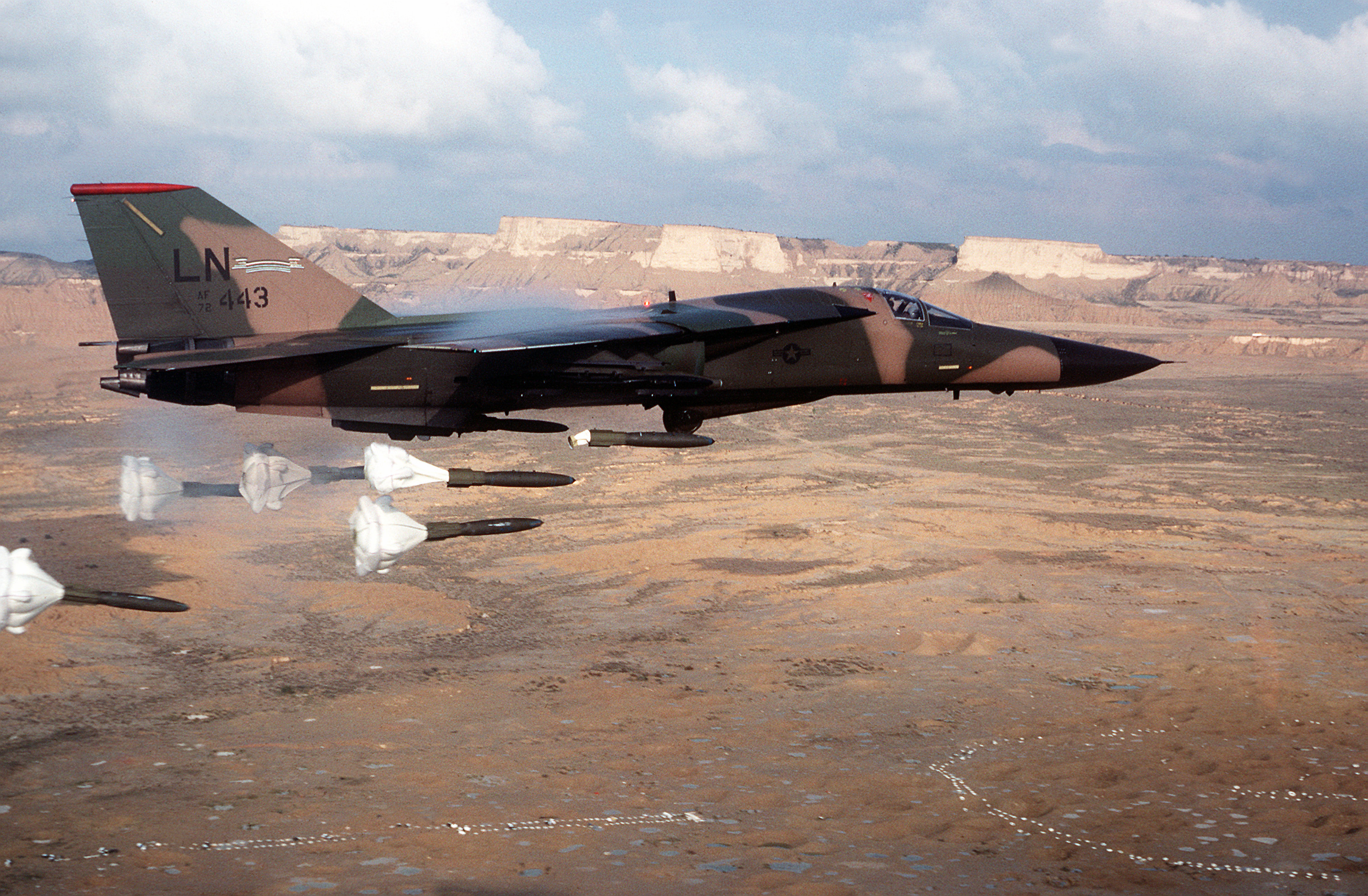
Abwurf von Freifallbomben mit Ballute

Aufgrund ihrer guten Eigenschaften bei hohen Geschwindigkeiten werden Ballutes in einigen Fällen an Bomben angebracht. Sie bremsen die Bomben nach dem Abwurf schnell ab und ermöglichen dem Trägerflugzeug bei hohen Geschwindigkeiten und niedriger Flughöhe ein sicheres Entkommen vor der Detonation.
Ein weiteres Anwendungsgebiet ist die Raumfahrt, wo sie zum Abbremsen von Flugkörpern, z. B. beim Wiedereintritt in die Atmosphäre, eingesetzt werden. Sie waren auch Bestandteil des Notfallrettungssystems im Gemini-Programm.